# 古館 (青森市)
古館（ふるだて）は青森県青森市の地名。古館一丁目のほか、大字古館がある。小字には安田と大柳がある。郵便番号030-0946。

## 地理
青森市市街地東南部の駒込川東岸に位置する。一丁目はかなり住宅地化が進んでいる。大字古館は、主要道路沿いは事業所が点在しているが、南部を中心に耕地や林も分布している。
古館一丁目は、東が浜館と大字古館、南が大字古館、西が駒込川をはさんで筒井、北西が同じく駒込川をはさんで桜川、北が青い森鉄道線をはさんで松森に接する。
大字古館は、東が浜館と大字駒込、南は大字駒込、西は駒込川をはさんで筒井、北が古館一丁目と浜館に接する。
大字古館は、東青森駅構内に飛び地がある。こちらは、東が田屋敷、南東から南が浜館、西が南佃、北が松森と大字田屋敷に接する。

## 交通

### 鉄道
- 青い森鉄道 - 東青森駅所在地

### 主な道路
- 国道7号青森環状道路 - 地内の南部を東西に横断
- 青森市都市計画道路3･3･5 漁港大通り幸畑線 - 地内を南部に縦断

### バス
- 青森市営バス
  - 戸山団地線（浜館経由） - 古館バス停（青森駅方面行き）
  - 桑原線（中筒井経由） - 古館十文字・古館大柳バス停（青森駅方面行き）

## 歴史
藩政時代の村がもととなっている。その名は駒込川東岸にあった館跡があったことに由来するという。はじめは「高館」と称したこともある。駒込川西岸の田園地帯であったが、昭和40年代になると、北部の字安田から宅地化が進んでいった。

### 沿革
- 1889年（明治22年） - 東津軽郡造道村の大字となる。
- 1927年（昭和2年） - 浜館村の大字となる。
- 1955年（昭和30年） - 青森市の大字となる。
- 1968年（昭和43年）7月21日 - 国鉄東青森駅が字 安田に開業する。
- 1987年(昭和62年)11月1日 – 佃・福田地区の住居表示実施により、大字古舘字安田の一部が、周辺地区の一部とともに松森三丁目となる。
- 1989年(平成元年)11月1日 - 佃地区の住居表示実施により、大字古館字安田の一部が周辺地区の一部とともに南佃一丁目となる。
- 2001年（平成13年) 11月26日 - 筒井・古館地区の住居表示整備事業が行われ、古館一丁目が置かれた[3]。

### 町名の変遷
| 実施後     | 実施年月日     | 実施前                             |
| ---------- | -------------- | ---------------------------------- |
| 古館一丁目 | 2001年11月26日 | 大字古館字安田、同字大柳の各一部。 |

## 施設等
- 東青森駅
- 熊野宮
- ヤマト運輸青森栄町センター
- ヤクルトスイミングスクール青森東校